# Ray Parlour
Raymond "Ray" Parlour (født 7. marts 1973 i London, England) er en tidligere engelsk fodboldspiller, der tilbragte størstedelen af sin karriere som midtbanespiller hos Arsenal F.C. i den engelske Premier League. Han optrådte desuden ti gange for det engelske landshold.
Parlours kælenavn under tiden i Arsenal var Romford Pelé, med henvisning til London-bydelen han voksede op i, og den legendariske brasilianske stjernespiller Pelé.

## Klubkarriere
Allerede fra ungdomsårene spillede Parlour i Arsenal F.C., og han blev i 1992 tilknyttet klubbens seniortrup. De følgende 13 sæsoner var han her, som højre kant, en del af en af klubbens mest succesfulde perioder nogensinde. Med Arsenal nåede han blandt andet at vinde tre engelske mesterskaber, tre FA Cup-titler og Pokalvindernes Europa Cup i 1994.
Parlour var aldrig kendt i Arsenal som den store målscorer, men lavede dog et par bemærkelsesværdige mål. Blandt klubbens fans huskes han sandsynligvis bedst for sit langskudsmål i FA Cup-finalen i 2002 mod lokalrivalerne Chelsea F.C. Målet bragte efter 70. minutters spil Arsenal foran 1-0, og klubben vandt efterfølgende kampen 2-0, og dermed The Double i engelsk fodbold.
Efter at have sluttet sin karriere hos Arsenal med endnu et mesterskab, skiftede han i 2004 til en anden Premier League-klub, Middlesbrough F.C. Her spillede han i de efterfølgende tre sæsoner, og var blandt andet med til at nå UEFA Cup-finalen med klubben i 2006. Inden sit karrierestop året efter spillede han nogle få måneder hos Hull City.

## Landshold
Parlour debuterede for Englands landshold den 27. marts 1999 i en EM-kvalifikationskamp mod Polen. De efterfølgende par år var han ofte blandt landstrænerens udvalgte, og nåede i alt at spille 10 landskampe.

## Titler
Premier League
- 1998, 2002 og 2004 med Arsenal F.C.

FA Cup
- 1998, 2002 og 2003 med Arsenal F.C.

Liga Cup
- 1993 med Arsenal F.C.

Pokalvindernes Europa Cup
- 1994 med Arsenal F.C.